# 桓雄
桓雄，又名天帝子、天王、天王郎，朝鲜神话中天帝桓因的庶子，也是檀君朝鲜的开国君主檀君的父亲。

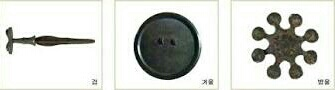
天符印 (神話)之劍、鏡與鈴

根据《三国遗事》和《帝王韵纪》的记载，天帝桓因的儿子桓雄想下凡与人类一起生活。得到桓因的同意后，桓雄率领3000人降临到太白山（一说是朝鲜平安道境内的妙香山），在神檀樹建立了“神市”。 除了带来风伯、雨师、云师外，桓雄还制定了相关的法律，法则并教给人类各种各样的艺术，医学和农业技术。
据说，当时山洞中的一个虎和一个熊，求桓雄把他们变成为人。桓雄给了他们20片蒜和一把艾草，并告诉它们吃完之后百日之内不能见阳光。虎没能照办，因此没能变成人。熊在第21日时变成了女人。熊女因没有丈夫，于是在一棵神檀树下再次向桓雄祈祷，希望能有一个孩子。桓雄被熊女的祈祷打动，娶了熊女为妻。后来熊女生了个孩子，就是檀君王俭。
韩国1979年出版的伪史学著作《桓檀古記》宣称，蚩尤即传说中朝鲜半岛的王朝倍达国第14代君主慈乌支桓雄（자오지 환웅）。此書也成為後來的偽歷史書大朝鮮帝國史的引證。

## 佛教进入朝鲜
佛教用语中桓因是“释提桓因之略，帝释天也”(帝釋天即印度婆羅門教古神因陀羅，此乃雅利安原始神祇)，而且释提桓因可 “略称释帝与帝释”。桓因即帝释这种观念出自佛教思想，源自佛典《法华经》，故事来自《观佛三昧海经》、《华严经》等佛经中屡屡出现的“牛头旃檀”，还出现“天王”、“符印”等宗教用语。据《三国史记·高句丽本纪·小兽林王本纪》：372年、“前秦苻坚遣使及浮屠顺道送佛像、经文”，374年、“僧阿道来”，375年、小兽林王“始创肖门寺，以置顺道。又创伊佛兰寺，以置阿道。此海东佛法之始”。一般认为朝鲜半岛有佛教始于372年，因而檀君神话最早不可能出现于公元4世纪以前。

## 延伸阅读
[在维基数据编辑]
 《晉書·卷089》，出自房玄齡《晉書》